# Олексій Майстренко
Майстренко Олексій (Лях, Олекса Ляшок; ? — ?) — козак  Кальниболоцького куреня, керівник загону гайдамаків під час народного повстання на Правобережній Україні 1750 року.

## Біографія
Перша згадка про Олексія Майстренка була у грудні 1746 року, козаки Кальниболоцького куреня Олексій Лях та Грицько Бобох, набравши по чотири вози риби, поїхали з дозволу інгульського полковника торгувати нею на Правобережжі. У Корсуні їх чомусь схопили з наказу польської влади, конфіскували все майно, а їх самих наказали повісити.
На весні 1750 Гайдамацький загін на чолі з Олексієм увірвалися в Лебедин та вигнали шляхтича Вержинського з маєтку, маєток зруйнували а худобу та реманент роздали селянам. 9 травня 1750 року загін з 75 козаків напали на Корсунь, де в той час проходив традиційний ярмарок. Гайдамаки здобули значну здобич та розгромили військовий табір польської шляхти в Корсуні. Здійснив похід через Смілу, Таганчу, Ржищів і деякі інші міста Київського воєводства. По дорозі руйнував шляхетські маєтки, грабував орендарів. У Ржищівській фортеці очолювані ним гайдамаки захопили дві гармати, мортиру, гаківницю, багато шабель і боєприпасів. Але потім відійшли в Ходорів. 
У серпні[коли?] його загін біля Стайків зазнав поразки в бою з російським каральним військом. Було заарештовано понад 50 повстанців, але Майстренкові пощастило втекти.
В 1751 Олексій з Гайдамаками повернулись на Шполянщину до Лебедина, але були там розбиті та забравши коней втекли в Чигиринські ліса. 
Подальша доля невідома.